# Ella and Louis Again
Ella and Louis Again (укр. Елла і Луї знову) — студійний альбом американської джазової співачки Елли Фіцджеральд і трубача Луї Армстронга, випущений на лейблі Verve Records у 1957 році; є сиквелом попереднього спільного альбому Ella and Louis, який вийшов у 1956 році.

## Список композицій
| Сторона 1 | Сторона 1            | Сторона 1     | Сторона 1                   | Сторона 1  |
| #         | Назва                | Автор слів    | Автор музики                | Тривалість |
| --------- | -------------------- | ------------- | --------------------------- | ---------- |
| 1.        | «Don’t Be That Way»  | Мітчелл Періш | Бенні Гудмен, Едгар Семпсон | 5:01       |
| 2.        | «Makin’ Whoopee»     | Гас Кан       | Волтер Дональдсон           | 3:59       |
| 3.        | «They All Laughed»   | Айра Гершвін  | Джордж Гершвін              | 3:50       |
| 4.        | «Comes Love»         | Сем Степт     | Лев Браун, Чарлз Тобіас     | 2:28       |
| 5.        | «Autumn in New York» | Вернон Дюк    | Вернон Дюк                  | 6:00       |
| 21:18     |                      |               |                             |            |

| Сторона 2 | Сторона 2                         | Сторона 2                                       | Сторона 2              | Сторона 2  |
| #         | Назва                             | Автор слів                                      | Автор музики           | Тривалість |
| --------- | --------------------------------- | ----------------------------------------------- | ---------------------- | ---------- |
| 6.        | «Let’s Do It, Let’s Fall in Love» | Коул Портер                                     | Коул Портер            | 8:44       |
| 7.        | «Stompin’ at the Savoy»           |                                                 | Бенні Гудмен, Чік Вебб | 5:16       |
| 8.        | «I Won’t Dance»                   | Оскар Хаммерстайн II, Дороті Філдс, Отто Харбах | Джером Керн            | 4:47       |
| 9.        | «Gee Baby, Ain't I Good to You»   | Енді Разаф                                      | Дон Редман             | 4:11       |
| 22:58     |                                   |                                                 |                        |            |

| Сторона 3 | Сторона 3                               | Сторона 3     | Сторона 3      | Сторона 3  |
| #         | Назва                                   | Автор слів    | Автор музики   | Тривалість |
| --------- | --------------------------------------- | ------------- | -------------- | ---------- |
| 10.       | «Let’s Call the Whole Thing Off»        | Айра Гершвін  | Джордж Гершвін | 4:15       |
| 11.       | «These Foolish Things»                  | Холт Марвелл  | Гаррі Лінк     | 7:40       |
| 12.       | «I’ve Got My Love to Keep Me Warm»      | Ірвінг Берлін | Ірвінг Берлін  | 3:12       |
| 13.       | «Willow Weep for Me»                    | Енн Ронелл    | Енн Ронелл     | 4:21       |
| 14.       | «I’m Putting All My Eggs in One Basket» | Ірвінг Берлін | Ірвінг Берлін  | 3:28       |
| 22:56     |                                         |               |                |            |

| Сторона 4 | Сторона 4                 | Сторона 4            | Сторона 4            | Сторона 4  |
| #         | Назва                     | Автор слів           | Автор музики         | Тривалість |
| --------- | ------------------------- | -------------------- | -------------------- | ---------- |
| 15.       | «A Fine Romance»          | Дороті Філдс         | Джером Керн          | 3:56       |
| 16.       | «I’ll Wind»               | Тед Кохлер           | Гарольд Арлен        | 3:45       |
| 17.       | «Love Is Here to Stay»    | Айра Гершвін         | Джордж Гершвін       | 4:10       |
| 18.       | «I Get a Kick out of You» | Коул Портер          | Коул Портер          | 4:21       |
| 19.       | «Learnin’ the Blues»      | Долорес Вікі Сілверс | Долорес Вікі Сілверс | 7:11       |
| 23:23     |                           |                      |                      |            |